# Schizostachyum
Els bambús del gènere Schizostachyum de la subfamília de les bambusòidies de la família de les poàcies, són plantes de clima tropical.

## Taxonomia
- Schizostachyum aciculare
- Schizostachyum glaucifolium
- Schizostachyum hantu
- Schizostachyum jaculans
- Schizostachyum lima
- Schizostachyum pilosum
- Schizostachyum zollingeri

(vegeu-ne una relació més exhaustiva a Wikispecies)

## Sinònims
(Els gèneres marcats amb un asterisc (*) són sinònims probables)

(Els gèneres marcats amb dos asteriscs (**) són sinònims possibles)

**Cephalostachyum Munro, 
Dendrochloa C. E. Parkinson, 
*Leptocanna L. C. Chia & H. L. Fung, 
Neohouzeaua A. Camus, 
**Pseudostachyum Munro, 
Schirostachyum de Vriese, orth. var., 
**Teinostachyum Munro.